# Plymouth (Monserrate)
Plymouth é uma cidade fantasma localizada na ilha de Monserrate, um território ultramarino do Reino Unido, localizado na cadeia de Ilhas de Barlavento, nas Pequenas Antilhas, Índias Ocidentais.
Construída em depósitos históricos de lava, perto do então inativo vulcão Soufrière Hills, a cidade foi evacuada em 1995, quando o vulcão voltou a entrar em erupção. Plymouth acabou sendo abandonada permanentemente em 1997, depois de ter sido quase que inteiramente queimada e enterrada por uma série de lahares e fluxos piroclásticos. Durante séculos, tendo sido o único porto de entrada para a ilha, Plymouth ainda é a capital de jure de Monserrate, sendo assim, a única cidade fantasma que serve como capital de um território político.
Brades (também Brades Estate) é a capital de facto da ilha. Uma nova capital está sendo construída na área de Little Bay.

## História

### Igreja de Santo Antônio
Após o estabelecimento da primeira colônia europeia, na ilha de Monserrate em 1632, a Igreja de Santo Antônio foi estabelecida em Plymouth em 1636. Embora exista um Santo Antônio no Catolicismo, acredita-se que o governador Anthony Brisket, que foi à Inglaterra para garantir fundos para a construção da igreja, nomeou a igreja em homenagem a si mesmo. A igreja teve que ser reconstruída várias vezes ao longo de sua história devido a danos causados por terremotos e furacões.

### Furacão Hugo
Monserrate foi atingida pelo Furacão Hugo em 17 de setembro de 1989. O furacão destruiu um cais de pedra de 90 metros no porto de Plymouth. Muitos outros edifícios, incluindo escolas, centros de saúde e o recém-construído hospital central, foram inutilizados pelos danos causados pela tempestade. Dado que o hospital era o único na ilha e os danos eram extensos o suficiente para que todos os pacientes tivessem que ser realocados, engenheiros da Agência Nacional de Gerenciamento de Emergências de Trinidad e Tobago concluíram que o hospital deveria sofrer uma reformulação substancial para garantir que sua estrutura pudesse suportar tempestades futuras.

### Explosão vulcânica e evacuação completa
A partir de julho de 1995, uma série de enormes erupções no vulcão Soufrière Hills, que estava inativo por séculos, enviou fluxos piroclásticos e cinzas através de uma ampla área do sul de Monserrate, incluindo a capital Plymouth. Ficou imediatamente claro que a cidade estava em grave perigo. Em 21 de agosto de 1995, piroclastos cairam em Plymouth e em dezembro os moradores foram evacuados por precaução. No entanto, os residentes foram autorizados a voltar alguns meses depois, mas em 25 de junho de 1997 uma erupção maciça do Soufrière Hills produziu ondas piroclásticas que mataram 19 pessoas e chegaram perto do aeroporto da ilha no lado leste de Monserrate. Plymouth foi novamente evacuado. Entre 4 e 8 de agosto de 1997, outras séries de grandes erupções destruíram aproximadamente 80% da cidade, enterrando-a sob 1,4 metros (4,6 pés) de cinza. Esse material quente queimou muitos dos edifícios, tornando a habitação quase impossível para muitos moradores.
Os fluxos piroclásticos, lava, cinzas e outros tipos de rochas vulcânicas eram em sua maioria compactos, com densidade semelhante à do concreto. A remoção da sobrecarga exigiria o uso de explosivos, escavadeiras e outros recursos muito caros para uso generalizado. Antecipou-se, também, que o solo, sob a lama e a lava endurecidas, teria sido deixado completamente não-arável pelo intenso calor dos fluxos piroclásticos. O governo ordenou, então, a completa evacuação de Plymouth, com a marinha britânica ajudando a levar a população para locais seguros. Toda a metade sul da ilha foi declarada zona de exclusão (o que ainda permanece em vigor em 2019) por causa da atividade vulcânica contínua em Soufrière Hills. O governo da ilha foi transferido para o norte, para a cidade de Brades, embora Plymouth continue sendo a capital de jure. A partir de 2013, uma nova capital começou a ser construída em Little Bay, na costa noroeste de Monserrate e poderia receber o nome da Princesa Diana.
A destruição total de Plymouth causou graves problemas econômicos para a ilha de Monserrate. Plymouth era de longe o maior assentamento humano da ilha, com uma população de cerca de 4.000 habitantes e, como tal, era o local em que se localizava quase todas as lojas e serviços da ilha, além de ter sido a sede do governo. Algumas das instalações perdidas foram posteriormente reconstruídas em outros lugares em Monserrate, mas isso não impediu a emigração. Entre 1995 e 2000, dois terços da população total da ilha foi forçada a fugir, muitos dos quais se estabeleceram no Reino Unido, deixando menos de 1.200 pessoas residentes em Monserrate em 1997. Em 2016, no entanto, a população total da ilha já havia subido para 5.000 habitantes.

## Geografia
Plymouth está situado na encosta sudoeste do vulcão Soufrière Hills. Está bem dentro da zona de exclusão vulcânica, considerada totalmente inabitável.

### Clima
| Dados climatológicos para Plymounth | Dados climatológicos para Plymounth | Dados climatológicos para Plymounth | Dados climatológicos para Plymounth | Dados climatológicos para Plymounth | Dados climatológicos para Plymounth | Dados climatológicos para Plymounth | Dados climatológicos para Plymounth | Dados climatológicos para Plymounth | Dados climatológicos para Plymounth | Dados climatológicos para Plymounth | Dados climatológicos para Plymounth | Dados climatológicos para Plymounth | Dados climatológicos para Plymounth |
| Mês                                 | Jan                                 | Fev                                 | Mar                                 | Abr                                 | Mai                                 | Jun                                 | Jul                                 | Ago                                 | Set                                 | Out                                 | Nov                                 | Dez                                 | Ano                                 |
| ----------------------------------- | ----------------------------------- | ----------------------------------- | ----------------------------------- | ----------------------------------- | ----------------------------------- | ----------------------------------- | ----------------------------------- | ----------------------------------- | ----------------------------------- | ----------------------------------- | ----------------------------------- | ----------------------------------- | ----------------------------------- |
| Temperatura máxima recorde (°C)     | 32                                  | 33                                  | 34                                  | 34                                  | 34                                  | 37                                  | 37                                  | 37                                  | 36                                  | 34                                  | 37                                  | 33                                  | 37                                  |
| Temperatura máxima média (°C)       | 29                                  | 30                                  | 31                                  | 31                                  | 32                                  | 32                                  | 33                                  | 33                                  | 32                                  | 31                                  | 30                                  | 29                                  | 31                                  |
| Temperatura mínima média (°C)       | 23                                  | 23                                  | 24                                  | 24                                  | 24                                  | 25                                  | 25                                  | 25                                  | 24                                  | 24                                  | 24                                  | 23                                  | 24                                  |
| Temperatura mínima recorde (°C)     | 17                                  | 18                                  | 18                                  | 18                                  | 19                                  | 21                                  | 22                                  | 22                                  | 21                                  | 19                                  | 19                                  | 18                                  | 17                                  |
| Precipitação (mm)                   | 122                                 | 86                                  | 112                                 | 89                                  | 97                                  | 112                                 | 155                                 | 183                                 | 168                                 | 196                                 | 180                                 | 140                                 | 1 640                               |
| Fonte: BBC Weather                  |                                     |                                     |                                     |                                     |                                     |                                     |                                     |                                     |                                     |                                     |                                     |                                     |                                     |

## Transportes
O Aeroporto W. W. Bramble, que servia a Plymouth, foi completamente fechado em 1997 e posteriormente destruído quando foi enterrado em cinzas vulcânicas. Um novo aeroporto, chamado de John A. Osborne, foi aberto perto de Brades.

## Educação
No período pré-1997, a população da cidade tinha disponível a Escola Primária de Plymouth e a Escola Secundária Júnior de Plymouth.

## Galeria

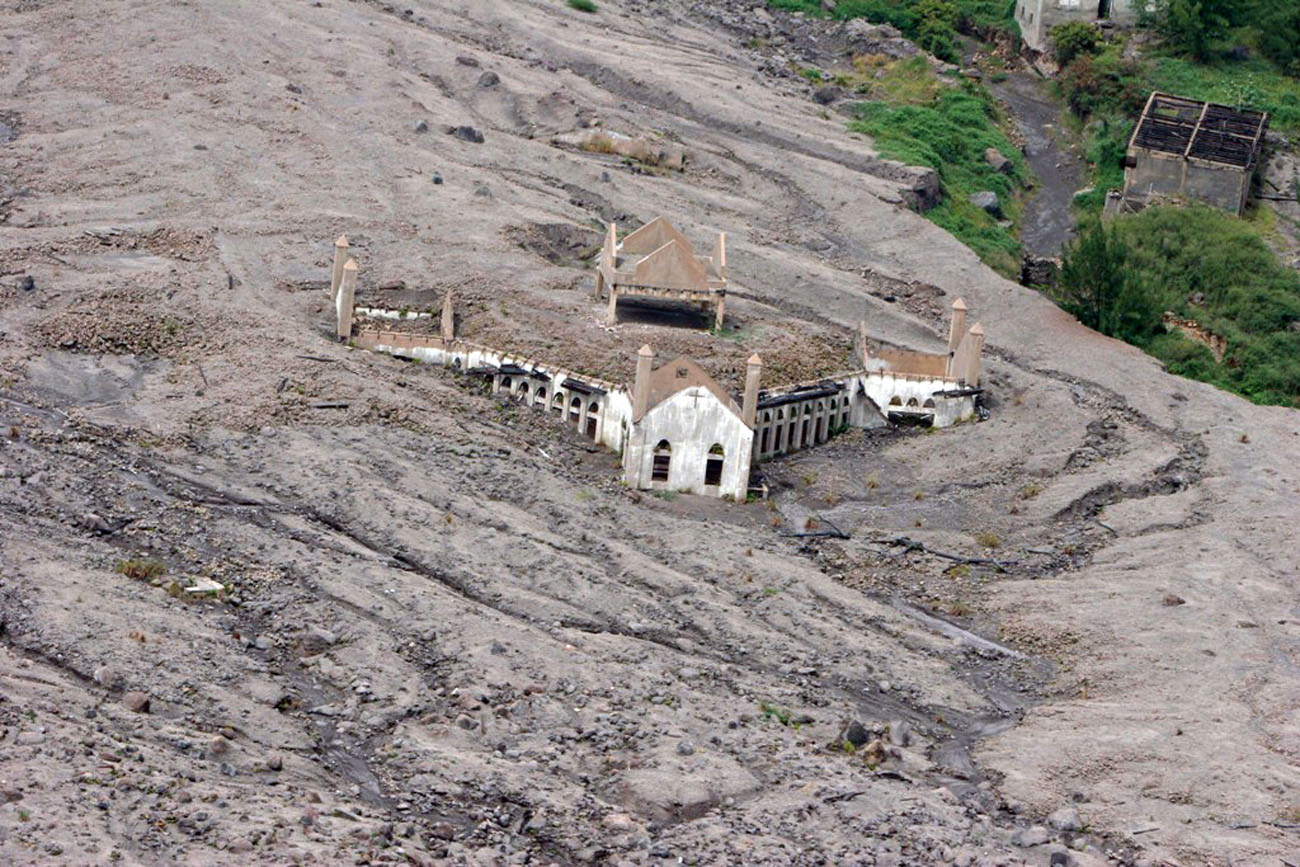
Uma igreja após a erupção de Soufrière Hills.
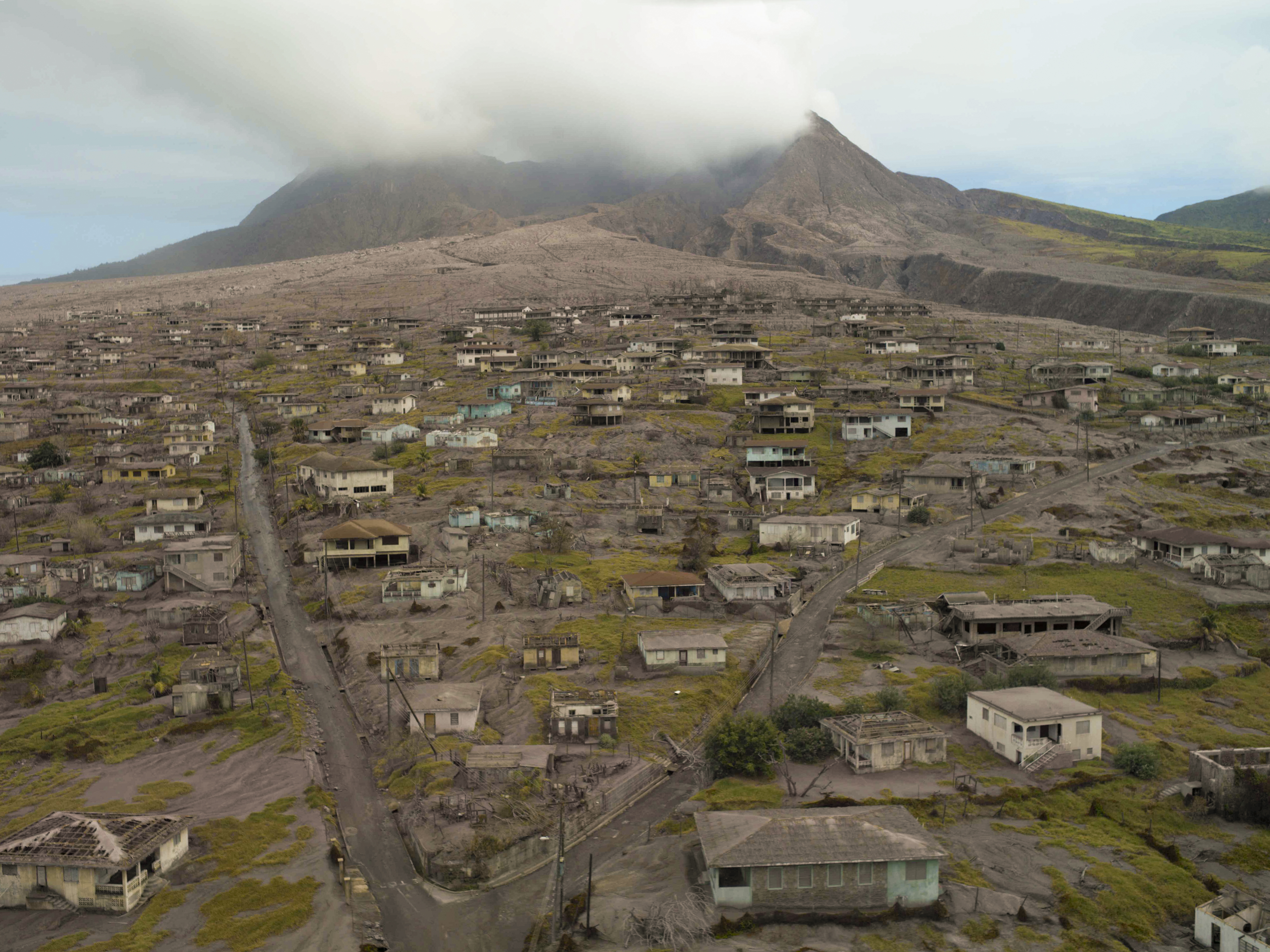
Uma área residencial após a erupção.
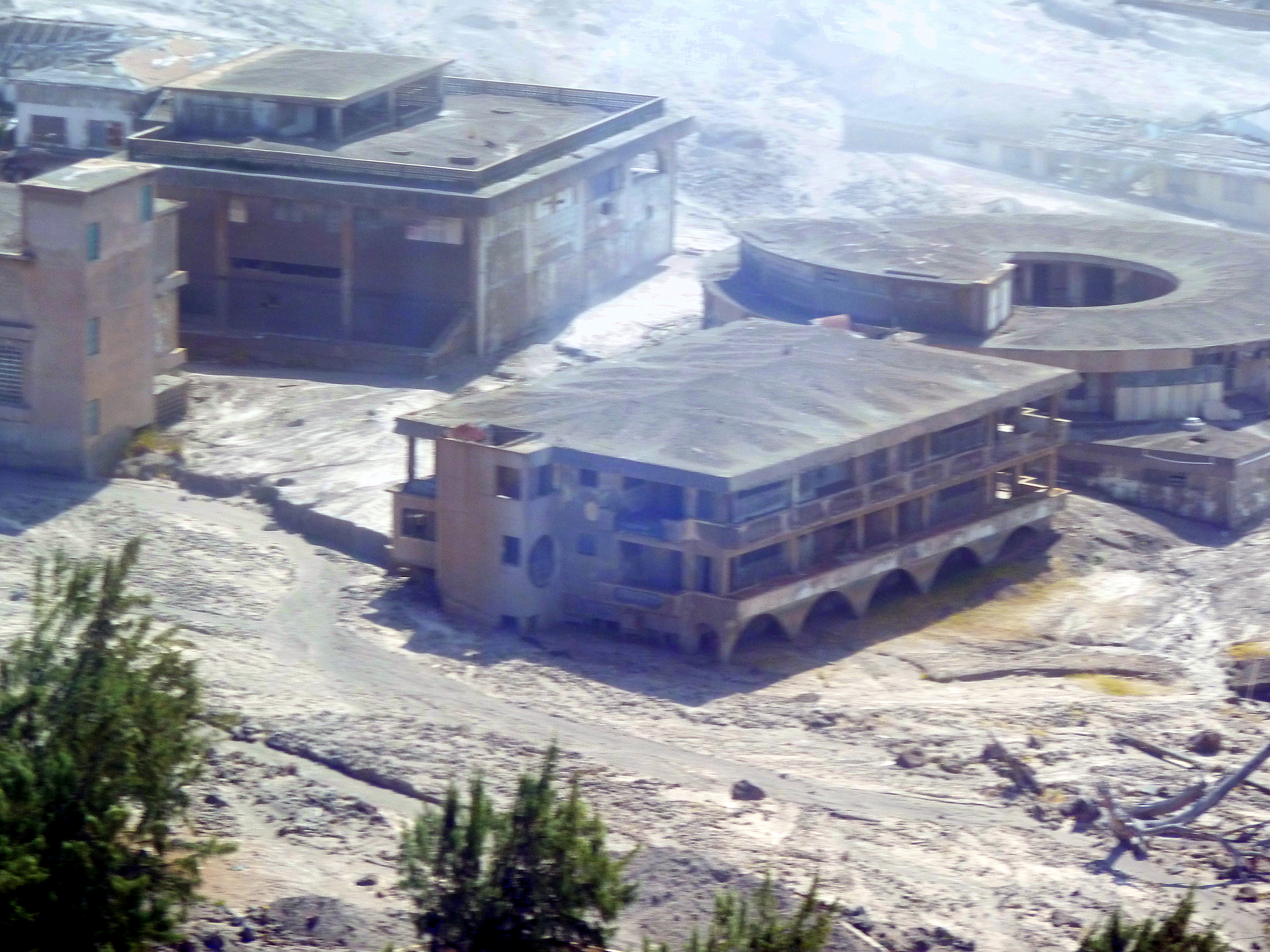
Prédios parcialmente enterrados.
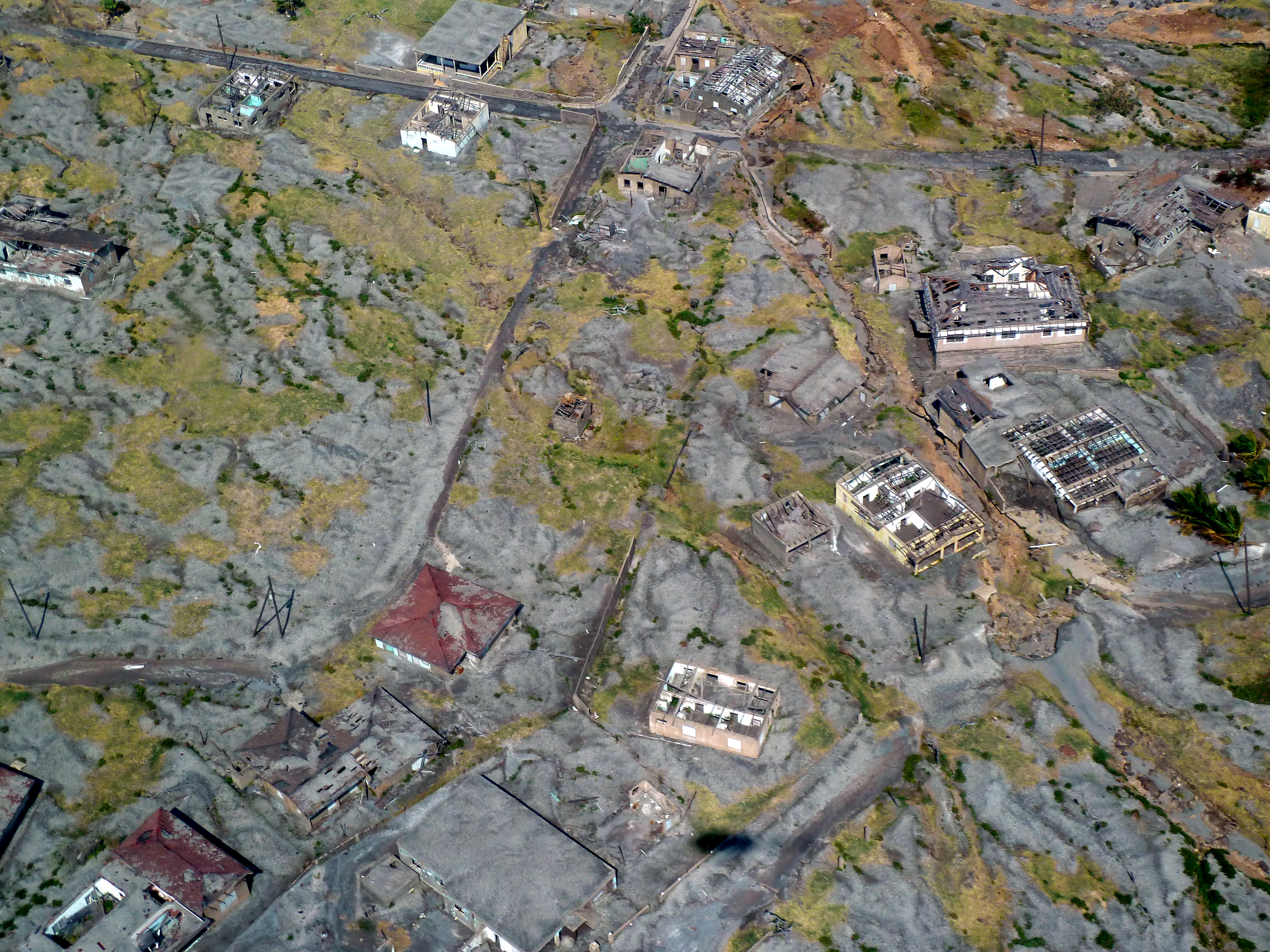
Foto aérea mostrando a destruição causada pela erupção.
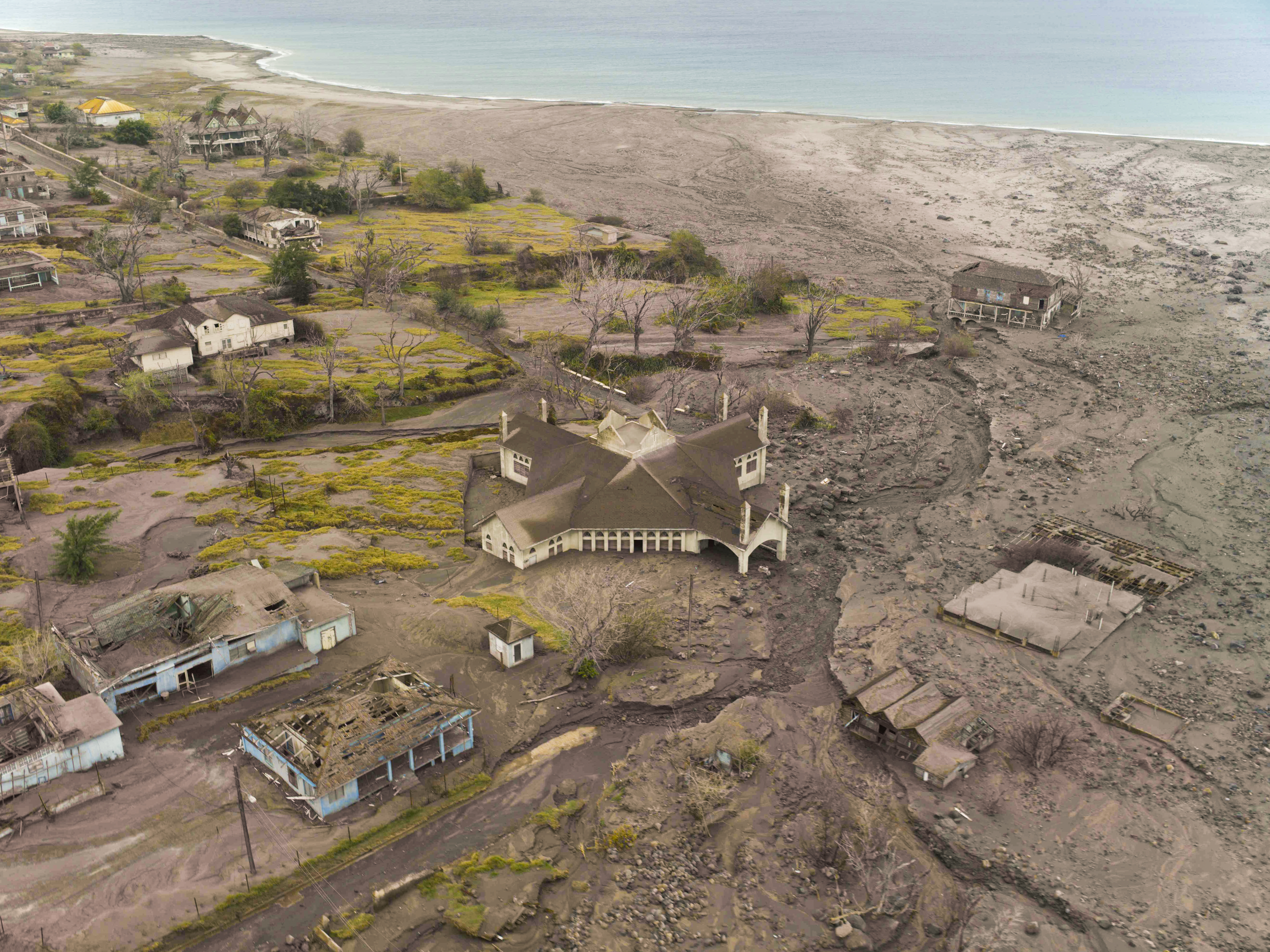
Prédios parcialmente enterrados próximos a costa da cidade.
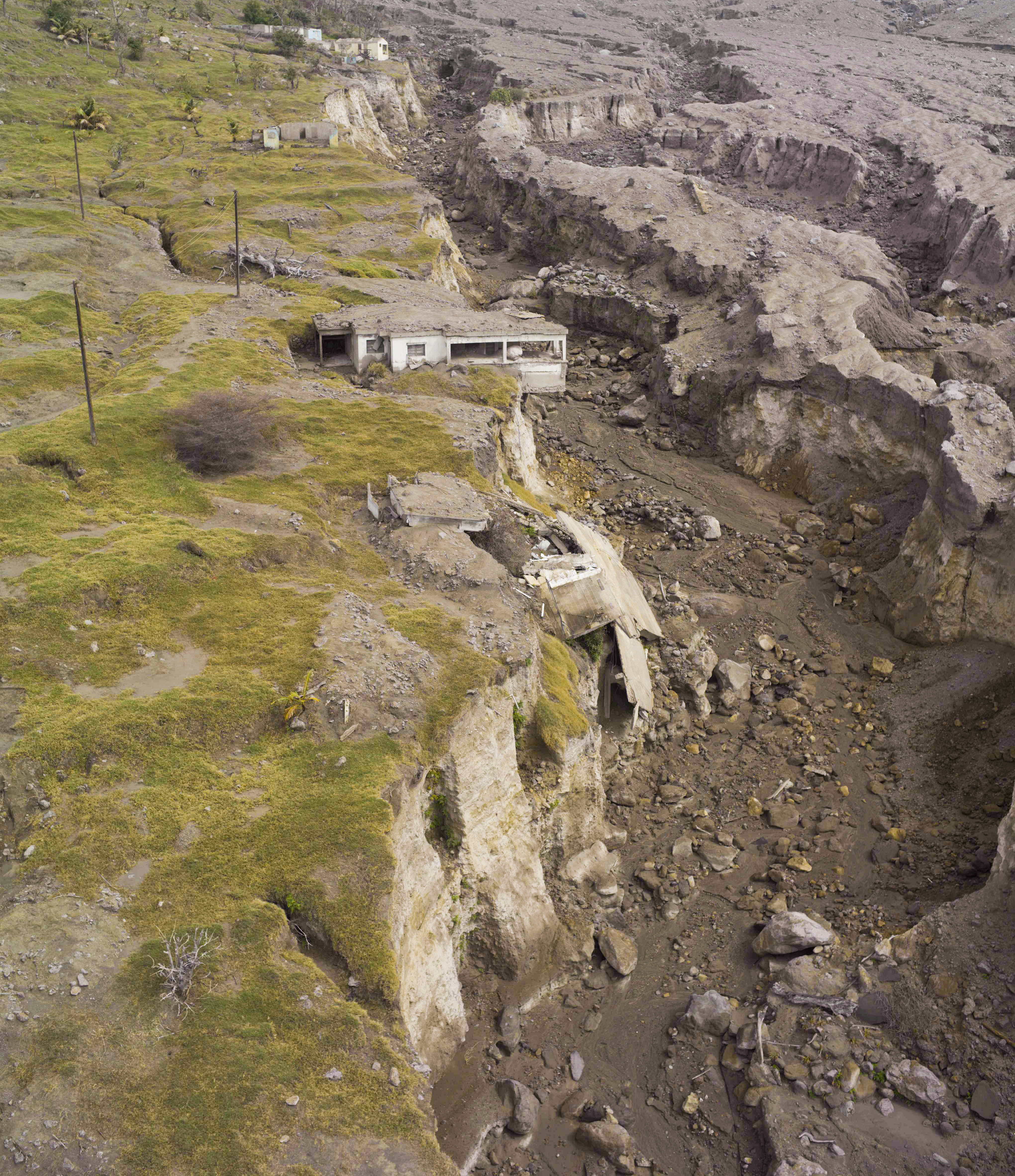
Uma casa à beira de um precipício recém formado pela erupção vulcânica.